# Phallusia arabica
Phallusia arabica är en sjöpungsart som beskrevs av Savigny 1816. Phallusia arabica ingår i släktet Phallusia och familjen Ascidiidae. Inga underarter finns listade i Catalogue of Life.